# 山頭霸王

山頭霸王2008

國際雷利「山頭霸王」越野馬拉松為國際雷利計劃（香港）一年一度舉辦的兩日一夜慈善越野馬拉松競賽。參賽者須組成二至四人的隊伍，完成約25-60公里之賽程（賽程取決於所屬之組別）。參賽者須互相合作，在檢查站取得下站的座標，設計最合適之路線完成賽程。參賽者並須於大會指定之地方露營，2013年後曾經停辦，至2023年再度舉辦。

## 組別
| 組別     | 參賽組別簡述及山藝競賽經驗要求                           |
| 精英組   | 二人組合，參賽者須具豐富山藝經驗及曾於遠足比賽獲優異成績 |
| 男子組   | 二人男子組合，參賽者須具山藝及競賽經驗                   |
| 女子組   | 二人女子組合，參賽者須具山藝及競賽經驗                   |
| 混合組   | 一男一女組合，參賽者須具山藝及競賽經驗                   |
| 競賽體驗 | 二至四人組合，參賽者須具山藝知識及略具遠足比賽經驗       |
| 郊遊體驗 | 二至四人組合，參賽者須具基本閱圖技巧及遠足經驗           |

## 歷屆比賽地點
| 年份 | 營地             | 起點         | 終點             |
| 2000 | 圓墩民安營       | 荃灣         | 屯門             |
| 2001 | 灣仔營地         | 北潭涌       | 大灘民安營       |
| 2002 | 馬草壟展能運動村 | 粉嶺         | 錦田泰康村       |
| 2003 | 獅子山公園       | 北港足球場   | 沙田排頭村       |
| 2004 | 馬草壟展能運動村 | 大埔海演公園 | 馬草壟展能運動村 |
| 2005 | 大棠荔枝園       | 川龍         | 屯門             |
| 2006 | 深涌             | 西貢市區     | 北潭涌傷健樂園   |
| 2007 | 汀角             | 粉嶺         | 降下坳燒烤場     |

## 籌款目的

### 本地義工服務
- 舉辦不同青少年發展項目，服務對象包括：香港青少年服務處會員、香港小童群益會、香港航空青年團、輟學青少年等。
- 參與多項社區服務，如漁農自然護理處週年珊瑚礁普查及沙灘清潔、明德醫院抬轎比賽、及

其他慈善機構之各項活動等。

### 海外青少年發展計劃
資助香港青少年參與國際雷利計劃於中國、印度、哥斯達黎加、尼加拉瓜、馬來西亞等偏遠地區舉行的義工服務及歷險旅程：

- 社區建設項目
- 瀕危物種之科學研究
- 環境保護計劃

## 外部連結
- 山頭霸王2008
- 國際雷利計畫